# 4862 Loke
4862 Loke је астероид главног астероидног појаса са средњом удаљеношћу од Сунца која износи 2,916 астрономских јединица (АЈ).
Апсолутна магнитуда астероида је 12,7.